# Xestia finatimis
Xestia finatimis är en fjärilsart som beskrevs av Lafontaine 1998. Xestia finatimis ingår i släktet Xestia och familjen nattflyn. Inga underarter finns listade i Catalogue of Life.